# Acido ossalsuccinico
L'acido ossalsuccinico è un acido organico. La rispettiva base coniugata ossalsuccinato è un substrato del ciclo di Krebs.